# Elasmodactylus
Elasmodactylus – rodzaj jaszczurek z rodziny gekonowatych (Gekkonidae).

## Zasięg występowania
Rodzaj obejmuje gatunki występujące we wschodniej Afryce (Mozambik, Tanzania, Zimbabwe, Demokratyczna Republika Konga i Zambia, prawdopodobnie także Malawi).

## Systematyka

### Etymologia
Elasmodactylus: gr. ελασμος elasmos ‘płyta, blacha’; δακτυλος daktulos ‘palec’.

### Podział systematyczny
Do rodzaju należą następujące gatunki:
- Elasmodactylus tetensis (Loveridge, 1952)
- Elasmodactylus tuberculosus Boulenger, 1895